# Jun Maki
Jun Maki (眞木 準, Maki Jun), 20 octobre 1948 dans la préfecture d'Aichi - 22 juin 2009 est un concepteur-rédacteur japonais. Diplômé de l'Université Keiō en 1971, il travaille pour Hakuhodo, deuxième plus grande agence publicitaire au Japon. Il meurt le 22 juin 2009 d'un infarctus du myocarde à l'âge de 60 ans.

## Source de la traduction
- (en) Cet article est partiellement ou en totalité issu de l’article de Wikipédia en anglais intitulé « Jun Maki » (voir la liste des auteurs).